# ベイル (クリケット)

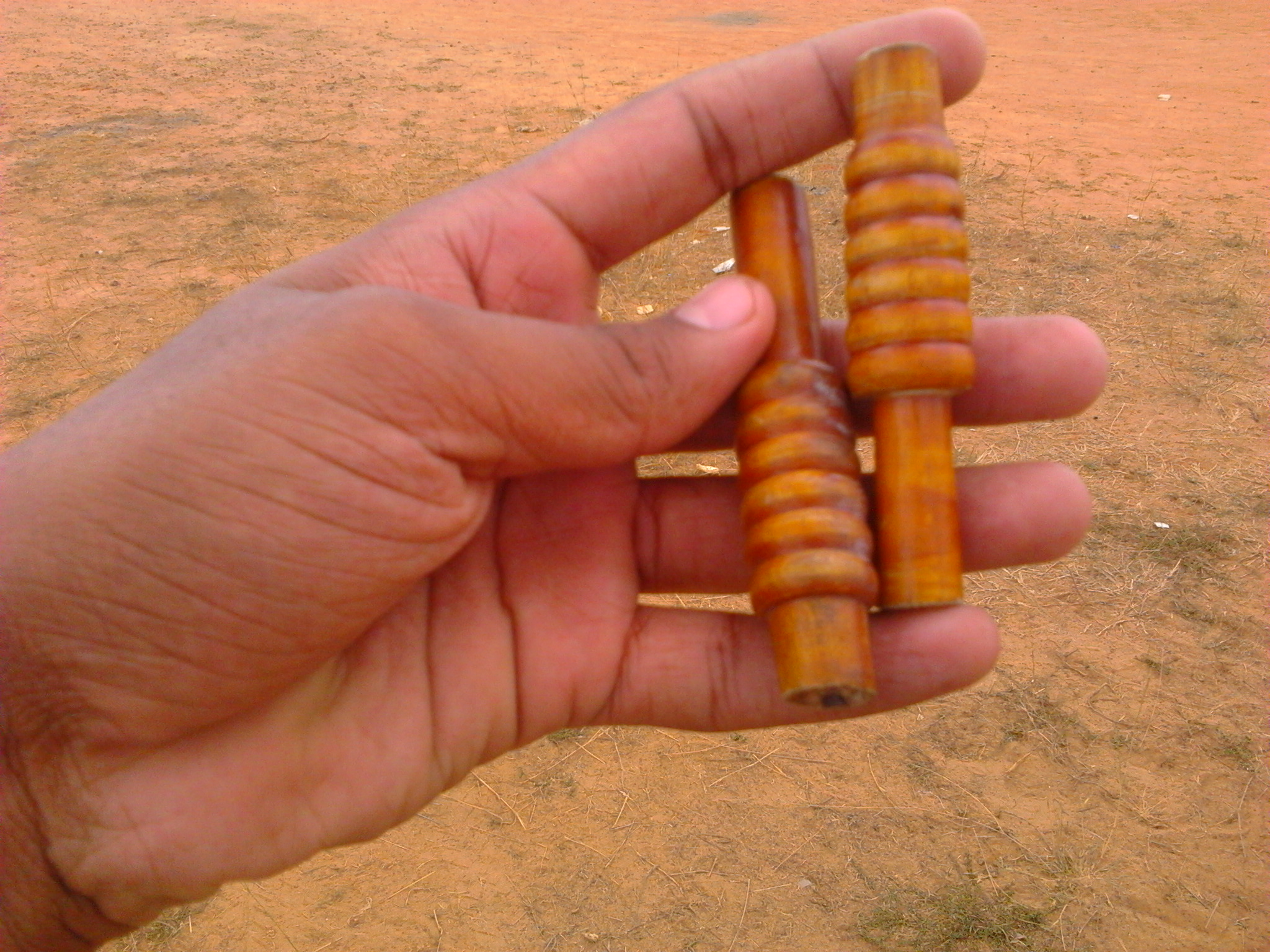
ベイル

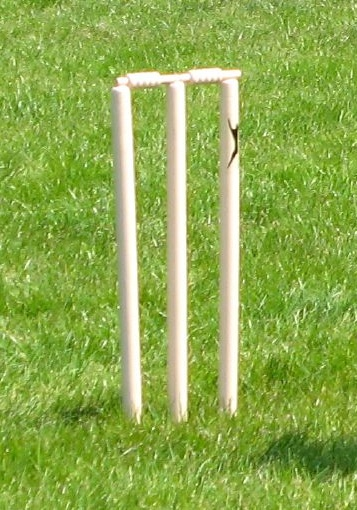
ベイルはスタンプという3本の柱の上に乗せられる。全体をウィケットという。

ベイル（英: bail）とは、クリケットをプレーするために用いる用具であり、ウィケットを構成している3本の柱（スタンプ）の上に乗った横木2本のことである。

## 概要
ボウラーが投げたボールがスタンプに当たりベイルが地面に落ちると、原則的に打者はアウトになる。アンパイアにとってはアウトの目印になる。